# О
О (minuskule о) je písmeno cyrilice. Jeho tvar se v minuskulní i majuskulní variantě shoduje s tvarem písmena O v latince. V běloruské a ruské azbuce existuje samostatné písmeno pro jotovanou hlásku zapisovanou písmenem О, písmeno Ё.
V arménském písmu písmenu О odpovídá písmeno Ո (ո), v gruzínském písmu písmeno ო.
V hlaholici písmenu О odpovídá písmeno Ⱁ.
V církevní slovanštině se velmi řídce vyskytuje písmeno ꙮ, které nahrazuje písmeno о.